# 马恩河畔阿内
马恩河畔阿内（法語：Annet-sur-Marne，法語發音：[anɛ syʁ maʁn] ⓘ）是法国塞纳-马恩省的一个市镇，位于该省西北部，马恩河右岸，属于托尔西区。

## 地理
马恩河畔阿内（48°55'32"N, 2°43'9"E）面积13.19 平方千米，位于法国法蘭西島大區塞纳-马恩省，该省份为法国北部内陆省份，北起瓦兹省，西接埃松省、马恩河谷省、塞纳-圣但尼省和瓦兹河谷省，南至卢瓦雷省，东南接约讷省，东临马恩省和奥布省，东北接埃纳省。
与马恩河畔阿内接壤的市镇（或旧市镇、城区）包括：马恩河畔托里尼、维勒沃代、卡尔讷坦、克莱-苏伊、当马尔、马恩河畔弗雷讷、雅布利讷。

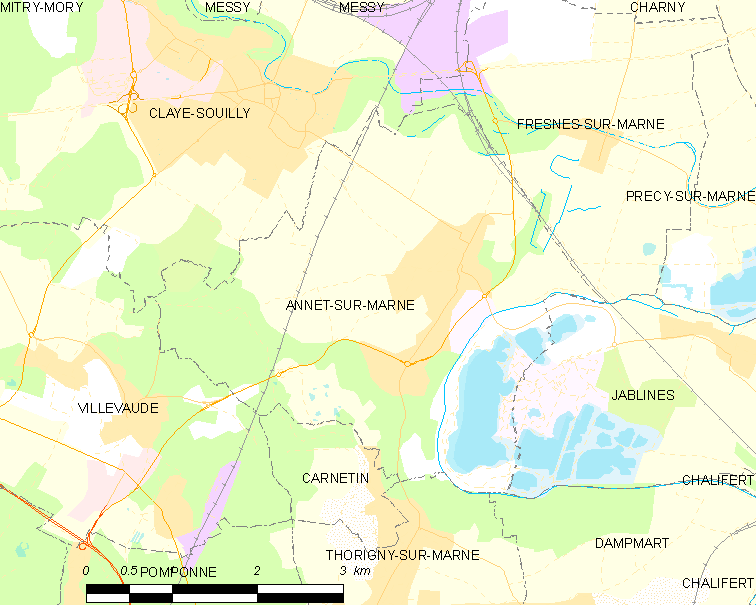
马恩河畔阿内的OSM定位图

马恩河畔阿内的时区为UTC+01:00、UTC+02:00（夏令时）。

## 行政
马恩河畔阿内的邮政编码为77410，INSEE市镇编码为77005。

## 政治
马恩河畔阿内所属的省级选区为克莱-苏伊县。现任马恩河畔阿内市长为斯特凡妮·奥齐亚（Stéphanie Auzias）女生，任期为2020-2026年。

## 交通
塞纳-马恩省省道D45线、D54线、D105A线、D404线、D418线经过马恩河畔阿内境内。马恩拉瓦莱城市公共交通下属的15路公交车经过境内。

## 人口

1962-2008年间马恩河畔阿内人口变化图示

马恩河畔阿内于2022年1月1日时的人口数量为3329人。

## 友好城市
法國 戈尔德